# Јулијус Хонка
Јулијус Хонка (фин. Julius Honka — Јивескиле, 3. децембар 1995) професионални је фински хокејаш на леду који игра на позицијама одбрамбеног играча.
Члан је сениорске репрезентације Финске за коју је на међународној сцени дебитовао на светском првенству 2017. године. Пре тога је играо за јуниорску репрезентацију Финске са којом је освојио титулу светског првака на првенству 2014. године.
Учествовао је на улазном драфту НХЛ лиге 2014. где га је као 14. пика у првој рунди одабрала екипа Далас старса. Одмах после драфта потписао је трогодишњи уговор са Старсима, за чији први тим је дебитовао током сезоне 2016/17. Пре тога играо је за њихову филијалу Тексас старсе у развојној АХЛ лиги.